# Jessa Rhodes
Pour les articles homonymes, voir Rhodes (homonymie).
Jessa Rhodes est une actrice américaine de films pornographiques.

## Biographie
Jessa Rhodes est née le 29 juin 1993 à Portland, Oregon, États-Unis. Elle a des ascendances norvégiennes.

## Carrière
Rhodes commence par travailler, à l'âge de 17 ans, comme effeuilleuse, . Elle travaille également comme mannequin de charme avant d'entrer dans l'industrie de la pornographie. Elle est recrutée par un agent alors qu'elle s'exhibe en live sur Internet par webcam interposée pour gagner sa vie  , . Parallèlement, aidée par une amie danseuse professionnelle, elle se fait connaître en réalisant quelques vidéos avec sa propre caméra. Rhodes intègre le X en août 2012 dès ses 19 ans et interprète sa première scène de sexe avec J. Mac pour le compte des studios Reality Kings de Miami. Son corps superbe ainsi que son visage fin et avenant lui apportant la notoriété. Elle travaille pour les grands producteurs en film du genre tels que Mile High, Tolérance zéro, New Sensations, Digital Sin, Pulse Distribution, Digital Playground, Kick Ass Pictures, Nubile Films et Naughty America.
Son prénom de Jessa est choisi par son premier agent de publicité qui lui fait remarquer qu'elle ressemble à Jessa Hinton, Playmate de la revue Playboy en juillet 2011. Son nom de Rhodes dérive de Rhodes (piano).
En 2013, Rhodes paraît aux côtés des stars du porno Lisa Ann, Tera Patrick, Rikki Six et Jayden Jaymes dans le clip vidéo de la chanson "Dead Bite" par Hollywood Undead.
Rhodes figure sur la liste "The Dirty Dozen: Porn's biggest stars" éditée par CNBC

## Prix et distinctions honorifiques
| 2015 | AVN Award        | Nommée   | Best Meilleure scène de sexe en POV (avec l'acteur Danny Mountain) | Girlfriend Experience    |
| 2015 | AVN Award        | Nommée   | Meilleure actrice de second rôle                                   | Second Chances           |
| 2015 | XBIZ Award ,     | Nommée   | XBIZ Award de l'Actrice de l'année                                 | NC                       |
| 2015 | XBIZ Award ,     | Remporté | XBIZ Award de la Meilleure actrice dans un second rôle             | Second Chances           |
| 2015 | XBIZ Award ,     | Nommée   | Meilleure scène - All-Girl (avec l'actrice Nikki Hearts)           | Secret Life of a Lesbian |
| 2016 | NightMoves Award | Remporté | Plus beau corps (Choix de l'éditeur)                               | NC                       |

## Filmographie sélective
Selon IAFD, Rhodes a interprété 419 films y compris les compilations
- 2012 : College Girls Like It Dirty
- 2012 : Hall Pass Ass
- 2013 : Women Seeking Women 98
- 2013 : Women Seeking Women 99
- 2014 : Second Chances
- 2014 : Secret Life of a Lesbian
- 2014 : Sisters Of Anarchy
- 2015 : Banging Beauties 2
- 2015 : Girls Massaging Girls 3
- 2016 : Angels In The Centerfold
- 2016 : Hot and Horny Sorority Girls
- 2017 : Lesbian Massage 2
- 2017 : Insatiable Miss Jessa Rhodes
- 2018 : Anal Beauty 11
- 2018 : Lesbian Workout Stories
- 2018 : Lesbian Adventures: Strap-On Specialist 14

Une filmographie complète est consultable ici